# WTA French Indoors 1975
Il WTA French Indoors 1975 è stato un torneo di tennis giocato sul sintetico indoor. È stata la 1ª edizione del torneo, che fa parte del Women's International Grand Prix 1975. Si è giocato a Parigi in Francia dal 3 al 9 novembre 1975.

## Campionesse

### Singolare
Virginia Wade ha battuto in finale  Sue Barker con il punteggio di 6–1, 6–7, 9–7

### Doppio
Françoise Dürr /  Betty Stöve hanno battuto in finale  Evonne Goolagong /  Virginia Wade con il punteggio di 2–6, 6–0, 6–3